# Aeroporto di Düsseldorf
Aeroporto di Düsseldorf (IATA: DUS, ICAO: EDDL), in tedesco Flughafen Düsseldorf International, è il più grande ed importante scalo passeggeri e merci della Renania settentrionale-Vestfalia. In termine di volume di passeggeri l'aeroporto è il quarto in Germania dopo Francoforte, Monaco e Berlino.
Nel 2019, oltre 25 milioni di passeggeri hanno transitato nell'aeroporto, servito da più di 80 compagnie aeree con oltre 230 destinazioni in 65 nazioni.
È situato a 6 km nord dal centro di Düsseldorf, ed è uno degli hub di Lufthansa.
La torre di controllo dell'aeroporto è la più alta della Germania con 87 metri di altezza.